# Il kimono scarlatto
Il kimono scarlatto (The Crimson Kimono) è un film del 1959 diretto da Samuel Fuller.